# Мурфилд (Арканзас)
Мурфилд (англ. Moorefield) — город, расположенный в округе Индепенденс (штат Арканзас, США) с населением в 160 человек по статистическим данным переписи 2000 года.

## География
По данным Бюро переписи населения США город Мурфилд имеет общую площадь в 3,11 квадратных километров, водных ресурсов в черте населённого пункта не имеется.
Мурфилд расположен на высоте 95 метров над уровнем моря.

## Демография
По данным переписи населения 2000 года в Мурфилде проживало 160 человек, 48 семей, насчитывалось 64 домашних хозяйств и 68 жилых домов. Средняя плотность населения составляла около 51,6 человек на один квадратный километр. Расовый состав Мурфилда по данным переписи распределился следующим образом: 96,88 % белых, 0,62 % — коренных американцев, 2,50 % — представителей смешанных рас.
Из 64 домашних хозяйств в 31,3 % — воспитывали детей в возрасте до 18 лет, 62,5 % представляли собой совместно проживающие супружеские пары, в 9,4 % семей женщины проживали без мужей, 25,0 % не имели семей. 23,4 % от общего числа семей на момент переписи жили самостоятельно, при этом 6,3 % составили одинокие пожилые люди в возрасте 65 лет и старше. Средний размер домашнего хозяйства составил 2,50 человек, а средний размер семьи — 2,94 человек.
Население города по возрастному диапазону по данным переписи 2000 года распределилось следующим образом: 23,8 % — жители младше 18 лет, 7,5 % — между 18 и 24 годами, 25,0 % — от 25 до 44 лет, 26,9 % — от 45 до 64 лет и 16,9 % — в возрасте 65 лет и старше. Средний возраст жителей составил 39 лет. На каждые 100 женщин в Мурфилде приходилось 90,5 мужчин, при этом на каждые сто женщин 18 лет и старше приходилось 96,8 мужчин также старше 18 лет.
Средний доход на одно домашнее хозяйство в городе составил 26 875 долларов США, а средний доход на одну семью — 29 167 долларов. При этом мужчины имели средний доход в 21 500 долларов США в год против 19 722 доллара среднегодового дохода у женщин. Доход на душу населения в городе составил 14 248 долларов в год. 4,2 % от всего числа семей в округе и 5,2 % от всей численности населения находилось на момент переписи населения за чертой бедности, при этом 12,5 % из них были моложе 18 лет.